# Vocalizzazione degli uccelli

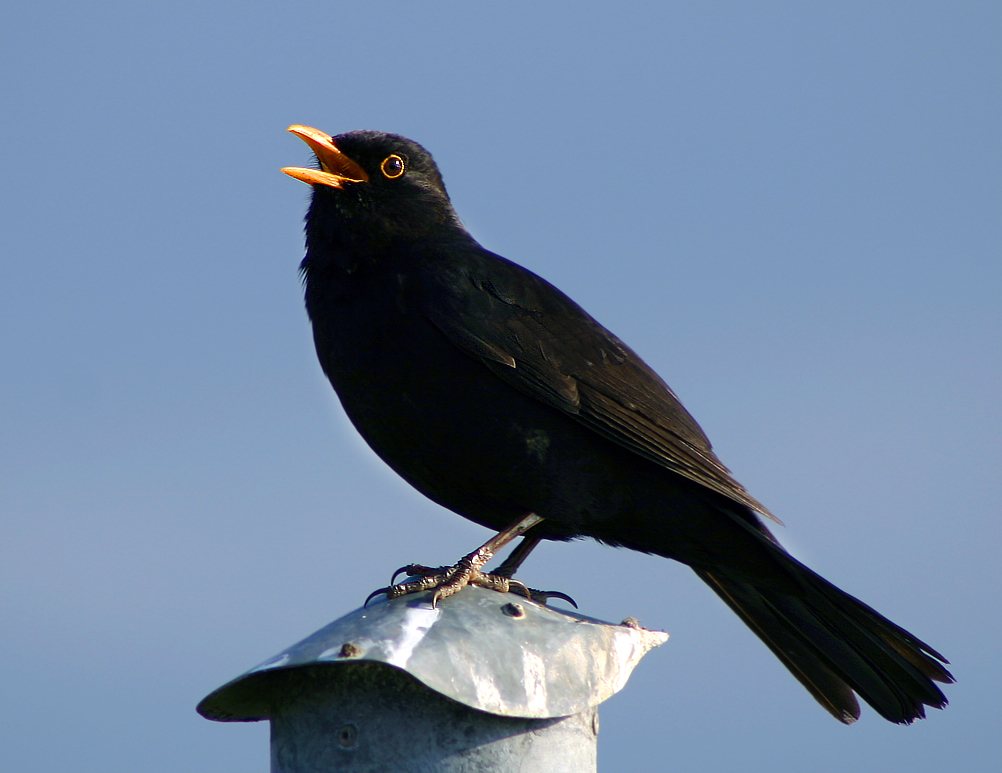
Esemplare maschio di merlo che canta.

Il termine vocalizzazione, in ornitologia, include sia i richiami che i canti degli uccelli. In un uso non tecnico, i canti sono distinti dai richiami poiché risultano più melodiosi all'orecchio umano mentre in ornitologia e nel birdwatching, i canti e i richiami sono distinti in base alla funzione che hanno.

## Definizione
La distinzione tra richiami e canti è basata sulla complessità, durata e contesto. I canti sono lunghi, complessi e spesso associati al corteggiamento e all'accoppiamento. I richiami che sono normalmente brevi e semplici, assolvono a funzioni quotidiane quali allarmare o mantenere in contatto i membri di uno stormo.. Tuttavia, alcuni studiosi, come Howell and Webb (1995), fanno la distinzione in base alla funzione, considerando come canti anche i vocalizzi corti, come quelli dei piccioni, oppure i suoni non vocali, come il picchiettare del picchio, o i suoni prodotti da alcune penne. Altri studiosi invece definiscono canti solo quei vocalizzi che hanno una variabilità sillabica e una regolarità temporale simile a schemi ripetitivi e di trasformazione che definiscono la musica. Nel birdwatching e in ornitologia è comunque generalmente concordato quali siano definiti canti e quali semplici richiami.

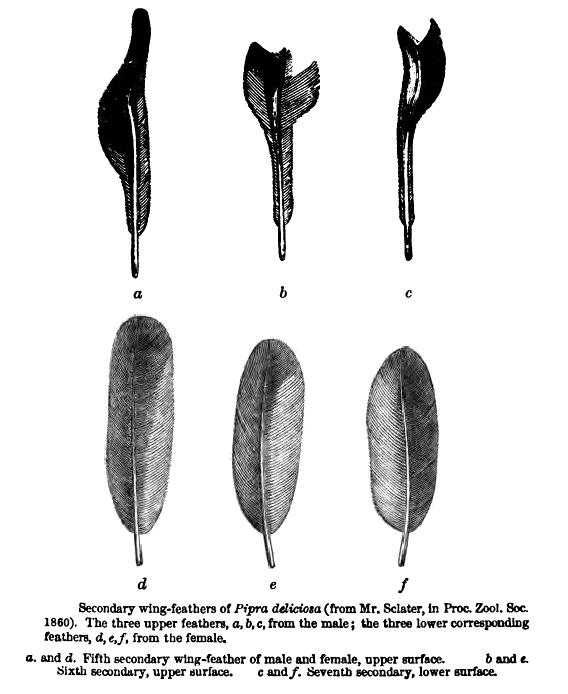
Forma delle penne di un maschio di manachino delizioso, con le modificazioni notate da P. L. Sclater nel 1860 e riprese da Charles Darwin nel 1871

I canti sono più sviluppati nell'ordine dei Passeriformi, mentre alcuni generi sono quasi mute e producono soltanto suoni percussivi e ritmici, come nel caso dei Cicognidi che producono suoni battendo il becco. In alcuni manachini, come ad esempio il manachino delizioso, i maschi hanno evoluto vari meccanismi per la produzione meccanica di suoni, tra i quali vi sono meccanismi di stridulazione simili a quelli che si ritrovano in alcuni insetti.

## Anatomia e fisiologia
L'organo vocale degli uccelli è la siringe, una struttura cartilaginea posta in fondo alla trachea, al contrario della laringe che si trova sopra la trachea. La siringe e talvolta alcune sacche circostanti risuonano alle onde sonore prodotte dal passaggio forzato di aria attraverso delle membrane. Gli uccelli controllano l'intonazione cambiando la tensione sulle membrane e controllano sia l'intonazione che il volume cambiando la forza di esalazione. Inoltre possono controllare i due lati della trachea indipendentemente, con la possibilità di produrre due note diverse contemporaneamente.

## Funzione
Si è ipotizzato che il canto degli uccelli si sia evoluto attraverso la selezione sessuale e alcuni esperimenti suggeriscono che la qualità del canto è un indicatore dello stato di salute. Gli esperimenti suggeriscono anche che i parassiti e le malattie possono influenzare direttamente le caratteristiche del canto, come ad esempio la frequenza, dando quindi indicazioni affidabili sullo stato di salute. In alcune specie anche il repertorio eseguito è un indicatore dello stato di salute dell'esemplare.